# Xhimójay
Xhimójay är en ort i Mexiko, tillhörande kommunen Jilotepec i den västra delen av delstaten Mexiko. Orten hade 2 503 invånare vid folkräkningen 2010.